# Xenoclystia delicata
Xenoclystia delicata är en fjärilsart som beskrevs av W. Warren 1906. Xenoclystia delicata ingår i släktet Xenoclystia och familjen mätare. Inga underarter finns listade i Catalogue of Life.